# Valle del Livrio
Valle del Livrio este o arie protejată (arie specială de conservare — SAC, sit de importanță comunitară — SCI) din Italia întinsă pe o suprafață de 2.108 ha, integral pe uscat.

## Localizare
Centrul sitului Valle del Livrio este situat la coordonatele 46°06′45″N 9°49′51″E / 46.1125°N 9.830833°E.

## Înființare
Situl Valle del Livrio a fost declarat sit de importanță comunitară în iunie 1995 pentru a proteja 41 de specii de animale. Situl a fost protejat și ca arie specială de conservare în aprilie 2014.

## Biodiversitate
Situată în ecoregiunea alpină, aria protejată conține 14 habitate naturale: Păduri alpine de Larix decidua și/sau Pinus cembra, Păduri de Castanea sativa, Grohotișuri silicioase de la nivelul montan până la nivelul zăpezii (Androsacetalia alpinae și Galeopsietalia ladani), Păduri pe pante, grohotișuri și ravene de Tilio-Acerion, Păduri acidofile de Picea de la nivel montan la nivel alpin (Vaccinio-Piceetea), Pajiști alpine și boreale, Formațiuni ierboase bogate în specii de Nardus, dezvoltate pe substraturi silicioase în zone montane (și în zone submontane, în Europa continentală), Pante stâncoase silicioase cu vegetație casmofită, Ape stătătoare oligotrofe până la mezotrofe, cu vegetație de Littorelletea uniflorae și/sau de Isoëto-Nanojuncetea, Păduri aluvionare cu Alnus glutinosa și Fraxinus excelsior (Alno-Padion, Alnion incanae, Salicion albae), Liziere de ierburi înalte hidrofile de câmpie și de nivel montan până la alpin, Pajiști boreale și alpine pe substrat silicios, Mlaștini turboase de tranziție și turbării mișcătoare, Fânețe montane.
La baza desemnării sitului se află mai multe specii protejate de  păsări (41): inărița (Acanthis flammea), uliu porumbar (Accipiter gentilis), uliu păsărar (Accipiter nisus), minunița (Aegolius funereus), potârnichea de stâncă (Alectoris graeca saxatilis), acvilă de munte (Aquila chrysaetos), cocoșul de mesteacăn (Bonasa bonasia), buha (Bubo bubo), șorecarul comun (Buteo buteo), Certhia brachydactyla, cojoaica de pădure (Certhia familiaris), mierla de apă (Cinclus cinclus), botgros (Coccothraustes coccothraustes), cuc (Cuculus canorus), ciocănitoare pestriță mare (Dendrocopos major), ciocănitoare neagră (Dryocopus martius), presură de munte (Emberiza cia), măcăleandru (Erithacus rubecula), vânturel roșu (Falco tinnunculus), cinteză (Fringilla coelebs), ciuvică (Glaucidium passerinum), Lagopus muta helvetica, sfrâncioc roșiatic (Lanius collurio), pițigoi moțat (Lophophanes cristatus), Lyrurus tetrix tetrix, alunar (Nucifraga caryocatactes), viespar (Pernis apivorus), pitulice de munte (Phylloscopus bonelli), pitulice de munte (Phylloscopus collybita), pițigoi sur (Poecile palustris), stăncuță alpină (Pyrrhocorax graculus), mugurarul (Pyrrhula pyrrhula), aușel cu cap galben (Regulus regulus), huhurez mic (Strix aluco), silvie cu cap negru (Sylvia atricapilla), silvie de zăvoi (Sylvia borin), silvie-mică (Sylvia curruca),  cocoș de munte (Tetrao urogallus), pănțărușul (Troglodytes troglodytes), sturz-cântător (Turdus philomelos), mierlă gulerată (Turdus torquatus)
Pe lângă speciile protejate, pe teritoriul sitului au mai fost identificate 27 de specii de plante, 2 specii de amfibieni, 13 specii de mamifere, 11 specii de nevertebrate, 4 specii de reptile.